# Рёниш, Карл
Карл Рёниш (нем. Carl Rönisch; 28 ноября 1814, Гольдберг, Силезия — 21 июля 1893) — немецкий производитель роялей, в 1845 г. основавший в Дрездене фортепианную фабрику «Rönisch». Несмотря на происхождение Рёниша из бедной семьи и весьма скромный начальный капитал, предприятие оказалось успешным. Мировой экспансии инструментов Рёниша способствовало применённое им в 1867 г. важное техническое нововведение — цельная чугунная рама как основа всего инструмента. Фирма «Rönisch» стала поставщиком Саксонского и ряда других европейских дворов (в том числе Российского и Австро-Венгерского), её инструменты завоевали золотые медали на выставках в Амстердаме, Мельбурне, Чикаго и Париже. Уже после смерти Рёниша его сыновья открыли фабрику в Санкт-Петербурге.